# Orenda Iroquois
«PS.13 Iroquois» — турбореактивный двигатель, разработанный и производившийся канадской компанией «Orenda Aerospace» и предназначавшийся для установки на истребитель-перехватчик «CF-105 Arrow». Производство было прекращено в 1959 г. в связи с закрытием проекта «Arrow».

## Разработка
В 1953 г. фирма «Avro Canada» обратилась к «Orenda Aerospace» с заказом на разработку двигателя для нового скоростного истребителя-перехватчика «CF-105 Arrow». Первоначально «Avro Canada» планировала использовать один из трёх двигателей британской разработки: «Rolls-Royce RB.106», «Bristol B.0L.4 Olympus» или производимую по лицензии версию «Olympus» — «Curtiss-Wright J67». Были выбраны «RB.106» и «J67» — соответственно, как основной и запасной варианты двигателей. По иронии судьбы, только «Bristol Olympus» попал в серийное производство — работы над двумя другими двигателями были прекращены ещё на этапе проектирования «CF-105». Однако адаптировать самолёт к «Olympus» не стали, поэтому было принято решение о разработке специального двигателя. «Orenda» в сжатые сроки предложила проект «PS.13 Iroquois».
Ключевыми принципами проекта «Iroquois» стали простота конструкции двигателя и снижение его веса. Руководствуясь ими, инженеры «Orenda» одними из первых стали применять титан, доля которого составила до 20 % веса двигателя (в основном — лопасти компрессора). Титан отличается лёгкостью, прочностью, устойчивостью к высоким температурам и коррозии. По подсчетам специалистов, использование титана вместо стали позволило уменьшить вес двигателя на 380 кг.
В начале 50-х годов свойства титана были ещё недостаточно изучены, а технология его производства — весьма несовершенна. Как следствие, титан был очень дорогим материалом, гораздо более дорогим, чем сталь или алюминий. Это создавало новые препятствия на пути к его применению, которые конструкторам «Orenda» предстояло преодолеть. Облегченные титановые детали позволили также облегчить и несущие узлы двигателя. Другим лёгким материалом, нашедшим применение в конструкции, стал инконель — никелево-хромовый сплав, также отличающийся лёгкостью и замечательной температурной и коррозионной стойкостью.
Разработка и постройка столь высокотехнологичного двигателя была осуществлена «Orenda Aerospace» в удивительно сжатые сроки. Детальный проект был готов в мае 1954 г., а в декабре того же года был произведен первый запуск прототипа двигателя. Испытания показали, что при весе в 2 675 кг двигатель с включенным форсажем создавал тягу в 13 500 кг. Такие характеристики делали «Orenda Iroquois» самым мощным двигателем в Северной Америке на тот момент.

## Испытания
Стендовые испытания двигателя происходили в испытательном центре «Orenda Aerospace» в Нобеле, провинция Онтарио. Испытания в аэродинамической трубе показали, что двигатель устойчиво работает при высоких температурах входящего потока и нормально запускается на высотах до 18 290 м (это была предельная высота, доступная для симуляции на данной аэродинамической трубе). К 1958 г. на счету двигателей «Iroquois» было более 5 тыс. часов работы на стендах.
Для лётных испытаний столь большого двигателя требовался соответствующий самолёт. Канадские Королевские ВВС не располагали подобной техникой, поэтому канадское правительство арендовало у ВВС США бомбардировщик «B-47». Он поступил в распоряжение компании «Canadair», субподрядчика «Orenda Aerospace», под обозначением «CL-52». Двигатель укрепили в хвостовой части самолёта с правой стороны, в единственно приемлемом для установки месте. Асимметричное расположение создавало огромные трудности в управлении «CL-52» и вызывало значительные напряжения фюзеляжа самолёта. После закрытия программы самолёт, который провел к тому моменту 35 часов лётных испытаний двигателя, был возвращен ВВС США. Некоторые источники утверждают, что фюзеляж самолёта подвергся серьёзным деформациям в результате испытаний. Как бы то ни было, «B-47/CL-52», ставший единственным самолётом этого типа, использовавшимся не ВВС США, был вскоре отправлен на слом.
Два двигателя «Orenda Iroquois» были установлены на «CF-105 Mk 2» (первые 5 прототипов истребителя, имевших обозначение «CF-105 Mk 1», оснащались менее мощным американским «Pratt & Whitney J75»), который так и не поднялся в воздух.

## Существующие экземпляры
После закрытия проекта «Arrow» 20 февраля 1959 г. поступило указание уничтожить в течение двух месяцев все образцы двигателей, оборудование, инструменты и документацию, касающуюся проекта «Iroquois». Тем не менее, один экземпляр двигателя избежал уничтожения и сейчас находится в экспозиции Канадского музея авиации.